# Sieć drogowa w Islandii

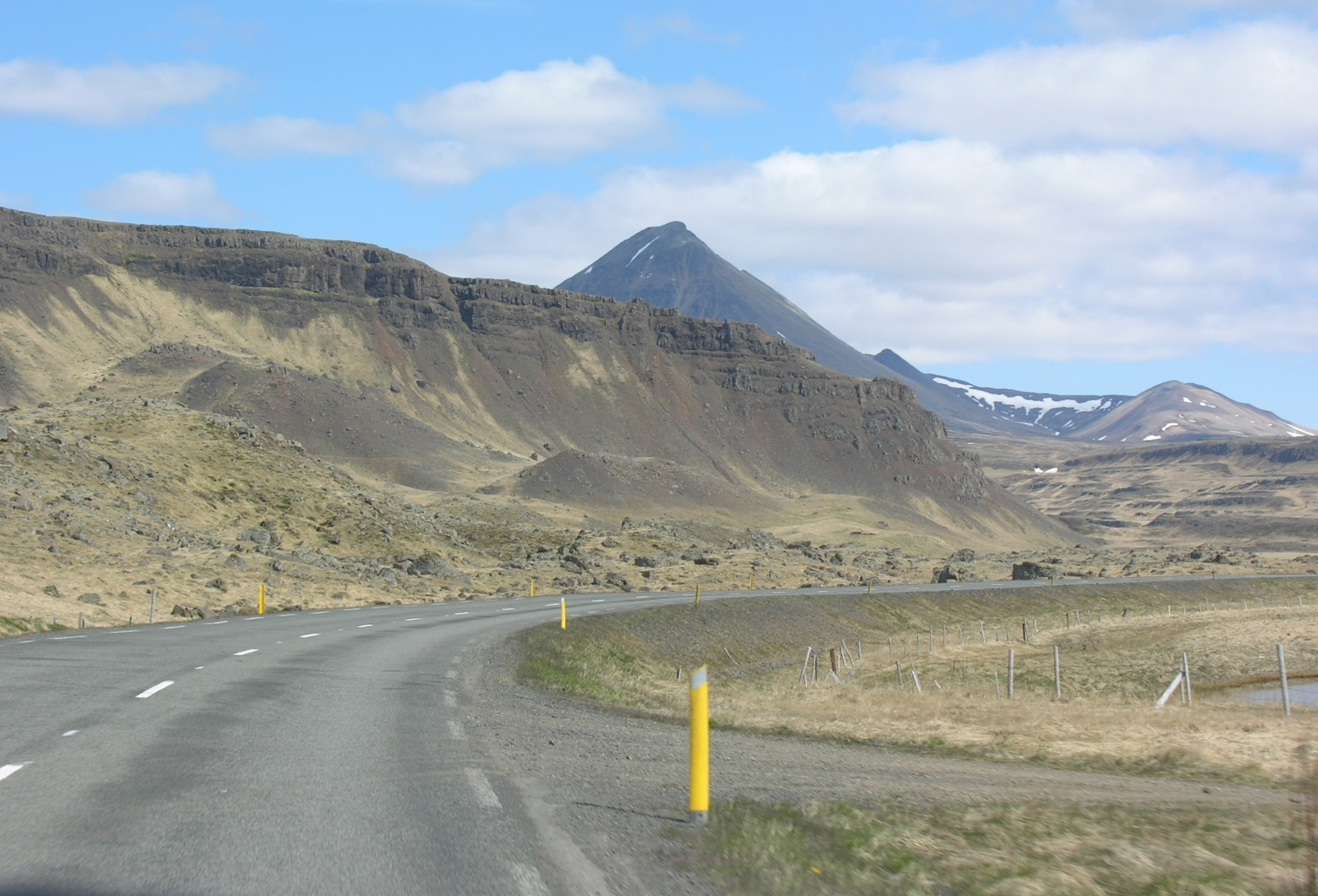
Droga nr 1

Sieć drogowa w Islandii – sieć dróg znajdujących się na terenie Islandii zarządzanych przez państwowe przedsiębiorstwo Vegagerðin.

## Drogi krajowe
Drogi krajowe na Islandii (isl. Þjóðvegir) zgodnie z ustawą Althingu z 2007 r. zostały podzielone na 6 kategorii. Wszystkimi zarządza krajowe przedsiębiorstwo o nazwie Vegagerðin (Islandzki Zarząd Dróg).

### Drogi główne (S)

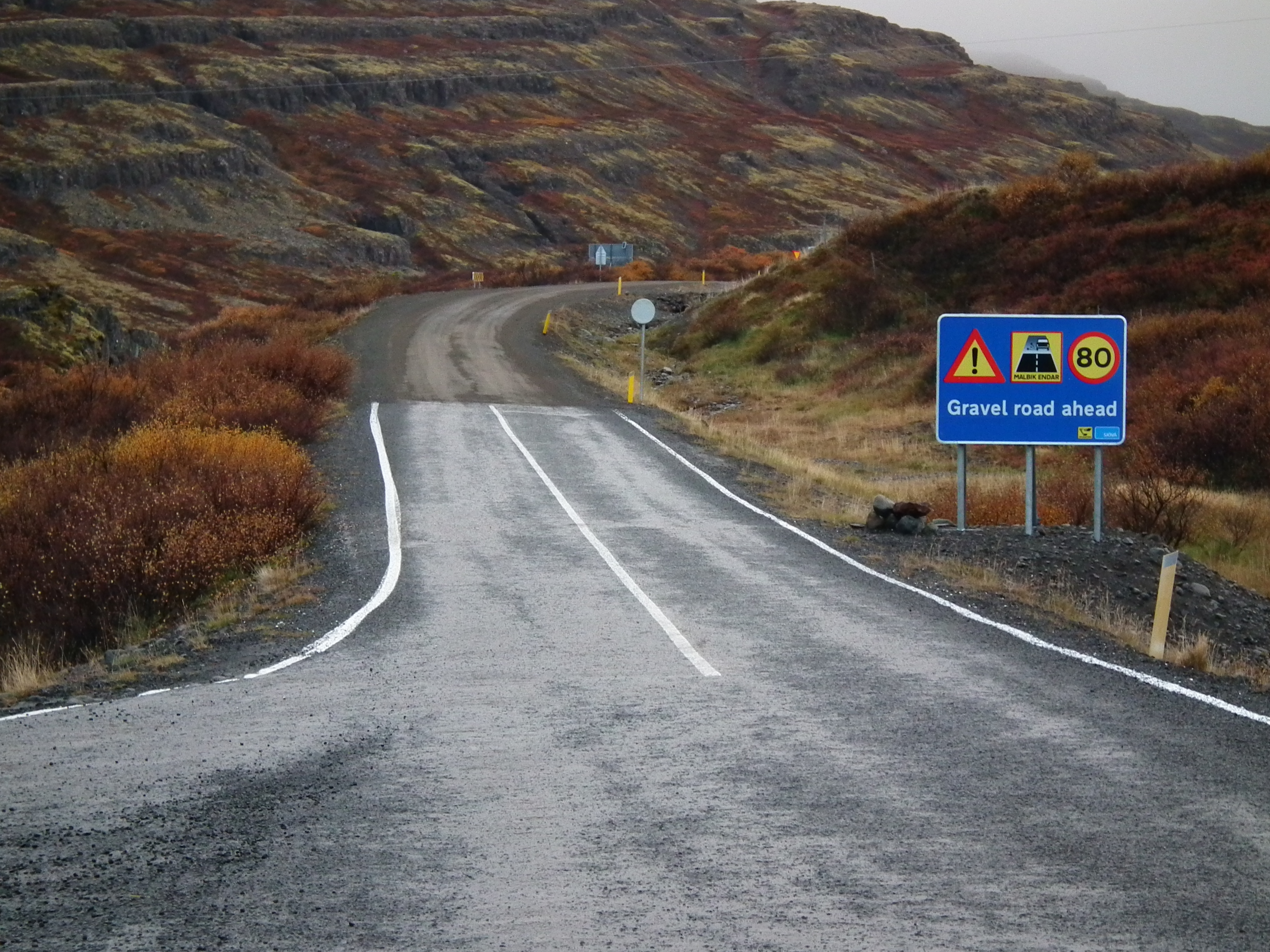
Koniec drogi asfaltowej i początek szutrowej (droga nr 60)

Drogi główne (Stofnvegir) stanowią podstawę systemu transportowego Islandii i mają zapewnić komunikację pomiędzy poszczególnymi regionami. W większości są to drogi asfaltowe, a w okolicy największych miast także dwujezdniowe. Na niewielkich odcinkach na obszarach wiejskich mogą być to drogi szutrowe.
Wyjątek stanowią drogi główne przebiegające przez wyżyny znajdujące się w centralnej części wyspy. Różnią się one od pozostałych dróg głównych przede wszystkim niewielką liczbą stacji benzynowych. Częściej są to także drogi jedynie szutrowe, a tylko na niektórych odcinkach wyasfaltowane.

### Drogi boczne (T)
Drogi boczne (Tengivegir) są to drogi, które przebiegają przez niezaludnione tereny. Łączą one drogi główne z innymi drogami głównymi, drogami górskimi, wioskami liczącymi poniżej 100 mieszkańców lub infrastrukturą taką jak port promowy, lotnisko, parki narodowe itp. Drogi boczne pełnią rolę logistyczną oraz turystyczną.

### Drogi lokalne (H)

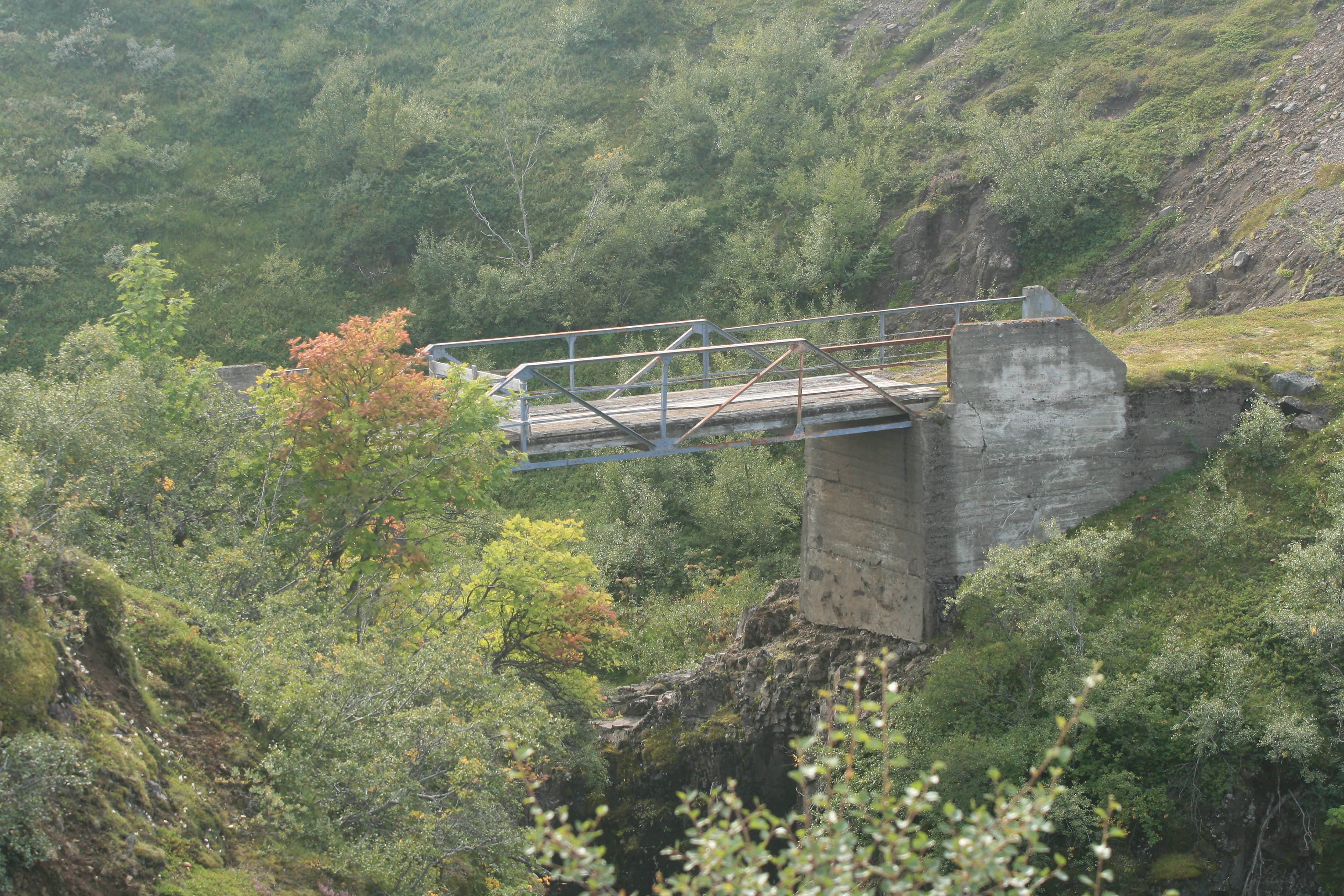
Most na drodze lokalnej

Drogi lokalne (Héraðsvegir) stanowią uzupełnienie sieci dróg głównych oraz bocznych. Zapewniają dojazd do pojedynczych gospodarstw domowych, zakładów przemysłowych, elektrowni, szkół i innych obiektów. Są to drogi w większości nieutwardzone.

### Drogi górskie (L, F)

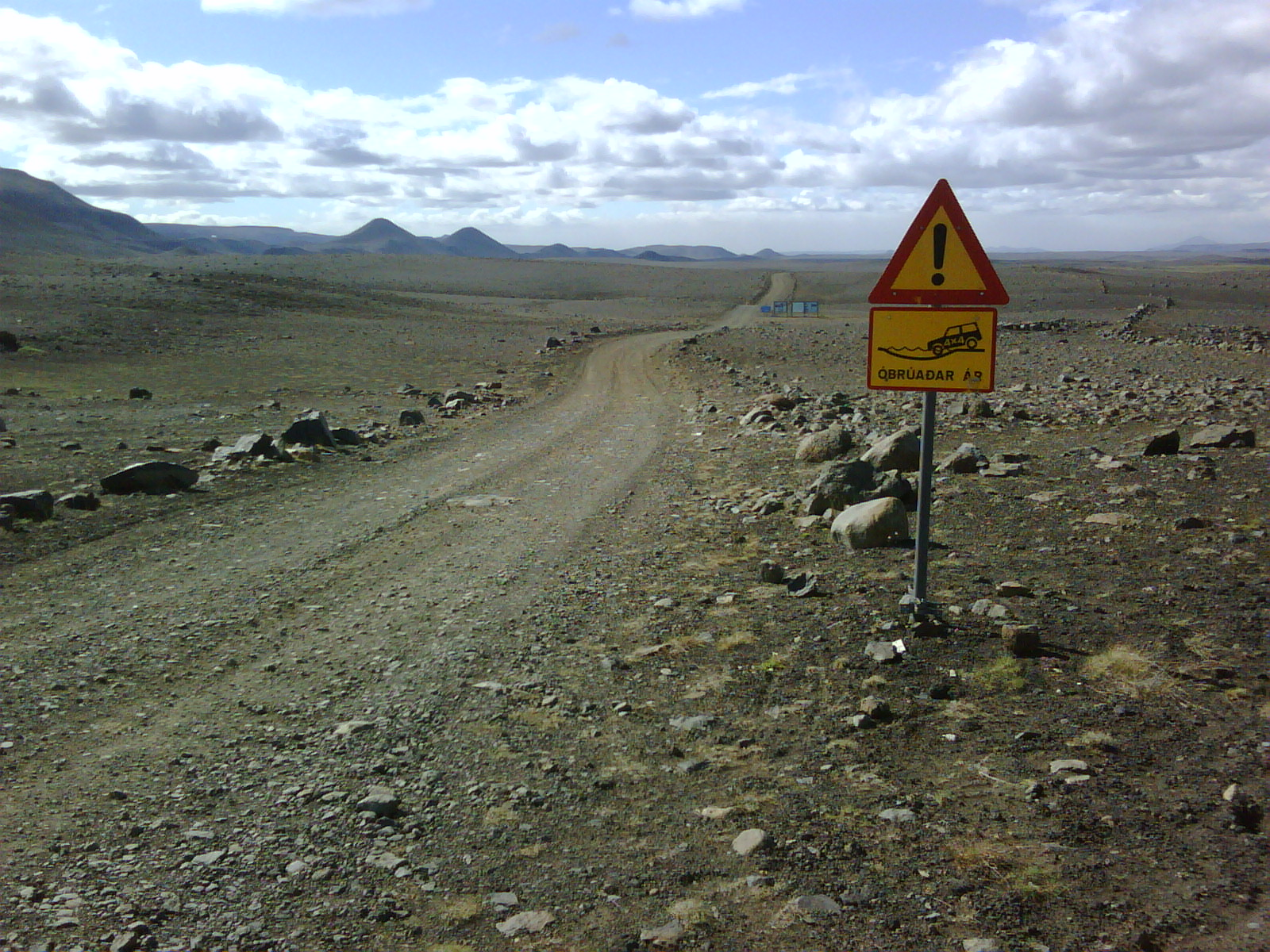
Droga górska z obowiązkowym napędem na cztery koła

Drogi górskie (Landsvegir) są to drogi kołowe, których nie można zaliczyć do żadnej z powyższych kategorii. Prowadzą one przez góry lub wyżyny w centralnej części wyspy i są to wąskie nieutwardzone drogi bez przepraw mostami przez rzeki, czy też profilowania wysokości. Na drogach górskich obowiązuje wiele obostrzeń i zakazów obowiązujących w określonych porach roku. Na niektórych drogach istnieje zalecenie lub nawet wymóg jazdy z napędem na cztery koła (wtedy oznacza się je literą F).

### Drogi zamknięte dla ruchu samochodowego
Są to drogi, na których obowiązuje zakaz wjazdu samochodom, lecz są one wykorzystywane jako ścieżki piesze, do jazdy na rowerze lub turystyki konnej. Są one utrzymywane przez Islandzki Zarząd Dróg lub, w przypadku dróg prywatnych, przez ich właścicieli.

## Numeracja dróg

Znak drogowy informujący o odległościach do miejscowości

Na początku numeru każdej drogi znajduje się litera oznaczająca typ drogi (S – główna, T – boczna, H – lokalna, L – górska, F – z wymogiem napędu na cztery koła). Następna cyfra oznacza region, w którym przebiega. Kolejne cyfry (poza drogą nr 1) oznaczają rodzaj drogi. Drogi o numerze dwucyfrowym to główne trasy sieci dróg, natomiast drogi o numerach trzycyfrowych przebiegają na terenie jednego regionu. Drogi z czterema cyframi w numerze to drogi znaczenia lokalnego, a ich numery rzadko pojawiają się na znakach drogowych.
| Pierwsza liczba | Rodzaj drogi |
| --------------- | --- |
| 1               | Jedna główna droga Islandii nr 1 stanowiąca podstawę systemu komunikacyjnego wyspy. Przebiega dookoła niej wzdłuż wybrzeża. |
| 2               | Drogi pomiędzy Skeiðarársandur a Þjórsá                                                                                     |
| 3               | Drogi na zachód od Þjórsá do aglomeracji Reykjavíku                                                                         |
| 4               | Okolice Reykjavíku i półwysep Reykjanesskagi                                                                                |
| 5               | Okolice Snæfellsnes |
| 6               | Region Fjordów Zachodnich                                                                                                   |
| 7               | Region od Hrútafjörður do Siglufjörður                                                                                      |
| 8               | Drogi pomiędzy Ólafsfjörður a Langanes                                                                                      |
| 9               | Od Ostisland do Skeiðarársandur                                                                                             |

Źródło:

## Tunele

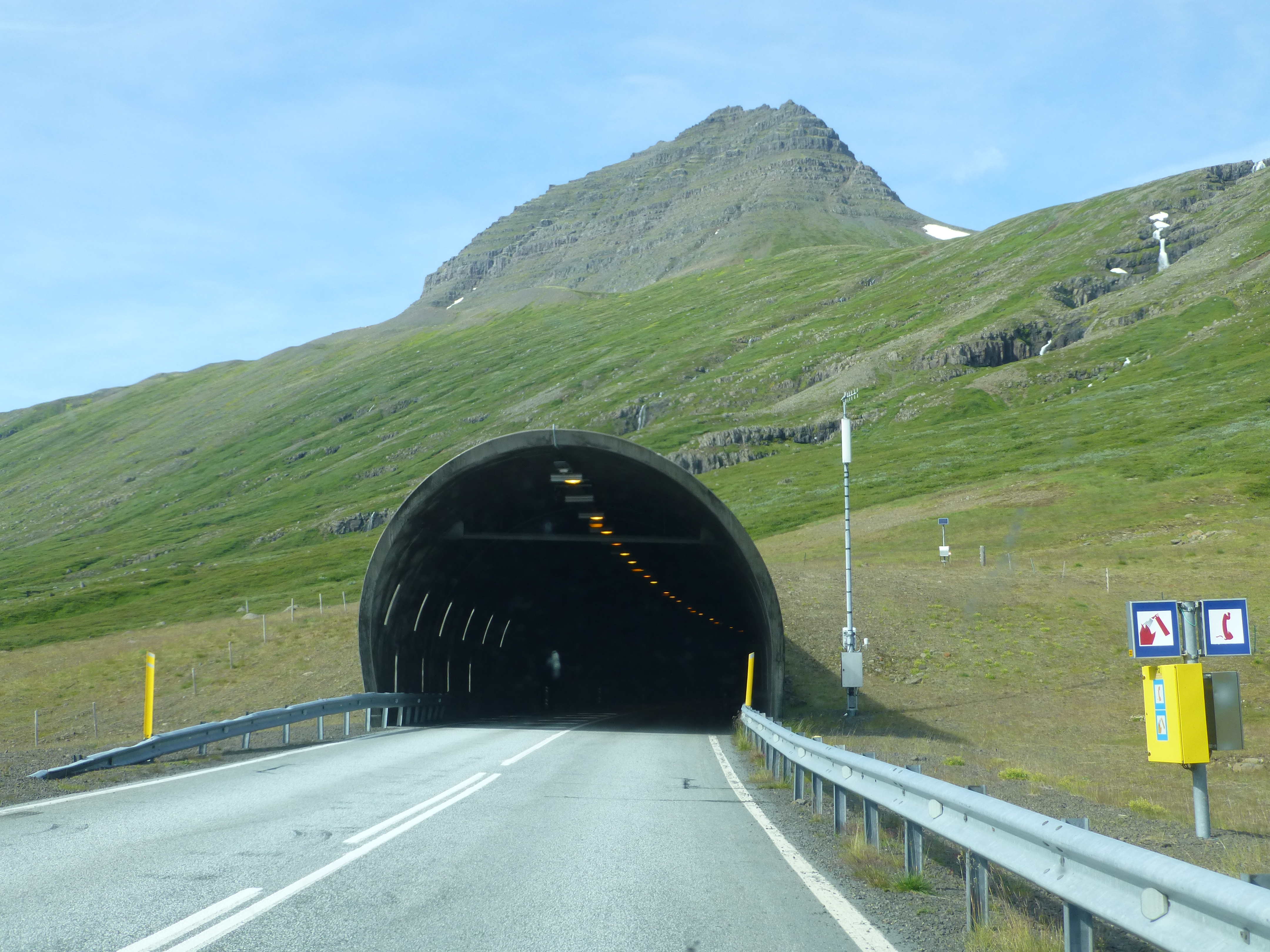
Wlot do tunelu na drodze nr 96

| Nazwa                         | Długość | Data otwarcia | Region                         | Droga nr  |
| ----------------------------- | ------- | ------------- | ------------------------------ | --------- |
| Fjarðarheiðargöng (planowany) | 13,5 km |               | Austurland                     | 93        |
| Vestfjarðagöng                | 9.120 m | 09.1996       | Vestfirðir                     | 60 und 65 |
| Vaðlaheiðargöng               | 7.400 m | 21.12.2018    | Norðurland eystra              | 1         |
| Héðinsfjarðargöng I           | 6.910 m | 10.2010       | Norðurland eystra              | 76        |
| Norðfjarðargöng               | 7.542 m | 11.2017       | Austurland                     | 92        |
| Fáskrúðsfjarðargöng           | 5.850 m | 09.2005       | Austurland                     | 96        |
| Hvalfjarðargöng               | 5.770 m | 07.1998       | Höfuðborgarsvæðið – Vesturland | 1         |
| Dýrafjarðargöng (w budowie)   | 5.600 m | 2020?         | Vestfirðir                     | 60        |
| Bolungarvíkurgöng             | 5.156 m | 09.2010       | Vestfirðir                     | 61        |
| Héðinsfjarðargöng II          | 3.650 m | 10.2010       | Norðurland eystra              | 76        |
| Múlagöng                      | 3.400 m | 03.1991       | Norðurland eystra              | 82        |
| Almannaskarðsgöng             | 1.308 m | 06.2005       | Austurland                     | 1         |
| Húsavíkurgöng                 | 943 m   | 2017          | Norðurland eystra              | –         |
| Strákagöng                    | 800 m   | 1967          | Norðurland vestra              | 76        |
| Oddsskarðsgöng                | 640 m   | 1977          | Austurland                     | 92        |
| Arnarnessgöng                 | 30 m    | 1948          | Vestfirðir                     | 61        |

Źródło:

## Mosty

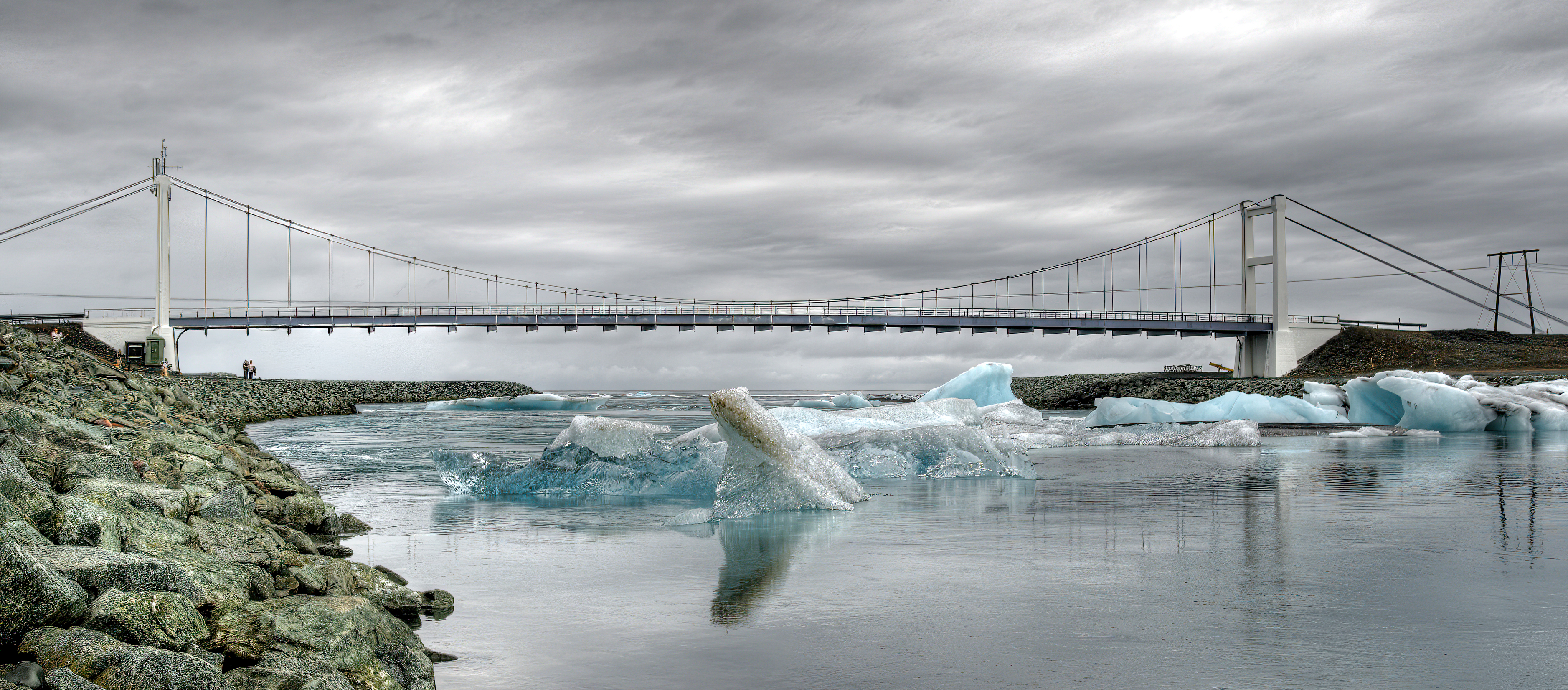
Most na drodze nr 1

| Akwen             | Rok oddania do użytku | Długość | Pasy ruchu | Droga | Uwagi                           |        |
| ----------------- | --------------------- | ------- | ---------- | ----- | ------------------------------- | ------ |
| Skeiðará          | 1974                  | 880 m   | 1          | 1     | Wyłączony z eksploatacji        | [ 4 ]  |
| Borgarfjörður     | 1979                  | 520 m   | 2          | 1     |                                 | [ 5 ]  |
| Súla              | 1973                  | 420 m   | 1          | 1     | z zatokami do mijanek na moście | [ 6 ]  |
| Ölfusáós          | 1988                  | 360 m   | 2          | 34    | przy ujściu                     | [ 7 ]  |
| Gígjukvísl        | 1998                  | 336 m   | 2          | 1     |                                 | [ 8 ]  |
| Kúðafljót         | 1993                  | 302 m   | 2          | 1     |                                 | [ 9 ]  |
| Lagarfljót        | 1958                  | 301 m   | 2          | 1     |                                 | [ 10 ] |
| Hvítá (Ölfusá)    | 2010                  | 270 m   | 2          | 31    |                                 | [ 11 ] |
| Hornafjarðarfljót | 1961                  | 254 m   | 1          | 1     |                                 | [ 12 ] |
| Markarfljót       | 1991                  | 250 m   | 2          | 1     |                                 | [ 13 ] |

## Połączenia promowe
W niektórych regionach budżet państwa finansuje przeprawy promowe przez fiordy i zatoki, jeśli zasępują one niebezpieczne lub nieczynne zimą przeprawy drogowe. Taka sytuacja ma mijece na odcinkach:
- Vestmannaeyjar – Landeyjahöfn,
- Stykkishólmur – Flatey – Brjánslækur,
- Litli-Árskógssandur – Hrísey,
- Hrísey – Dalvík – Grímsey,
- Neskaupstaður – Mjóifjörður.